# Heliria strombergi
Heliria strombergi är en insektsart som beskrevs av Goding. Heliria strombergi ingår i släktet Heliria och familjen hornstritar. Inga underarter finns listade i Catalogue of Life.